# هوراس رایس
 هوراس رایس (انگلیسی: Horace Rice؛ زاده ۱۸۷۲ درگذشته ۱۹۵۰) یک تنیس‌باز اهل بریتانیا بود. 